# Ilha de Yas

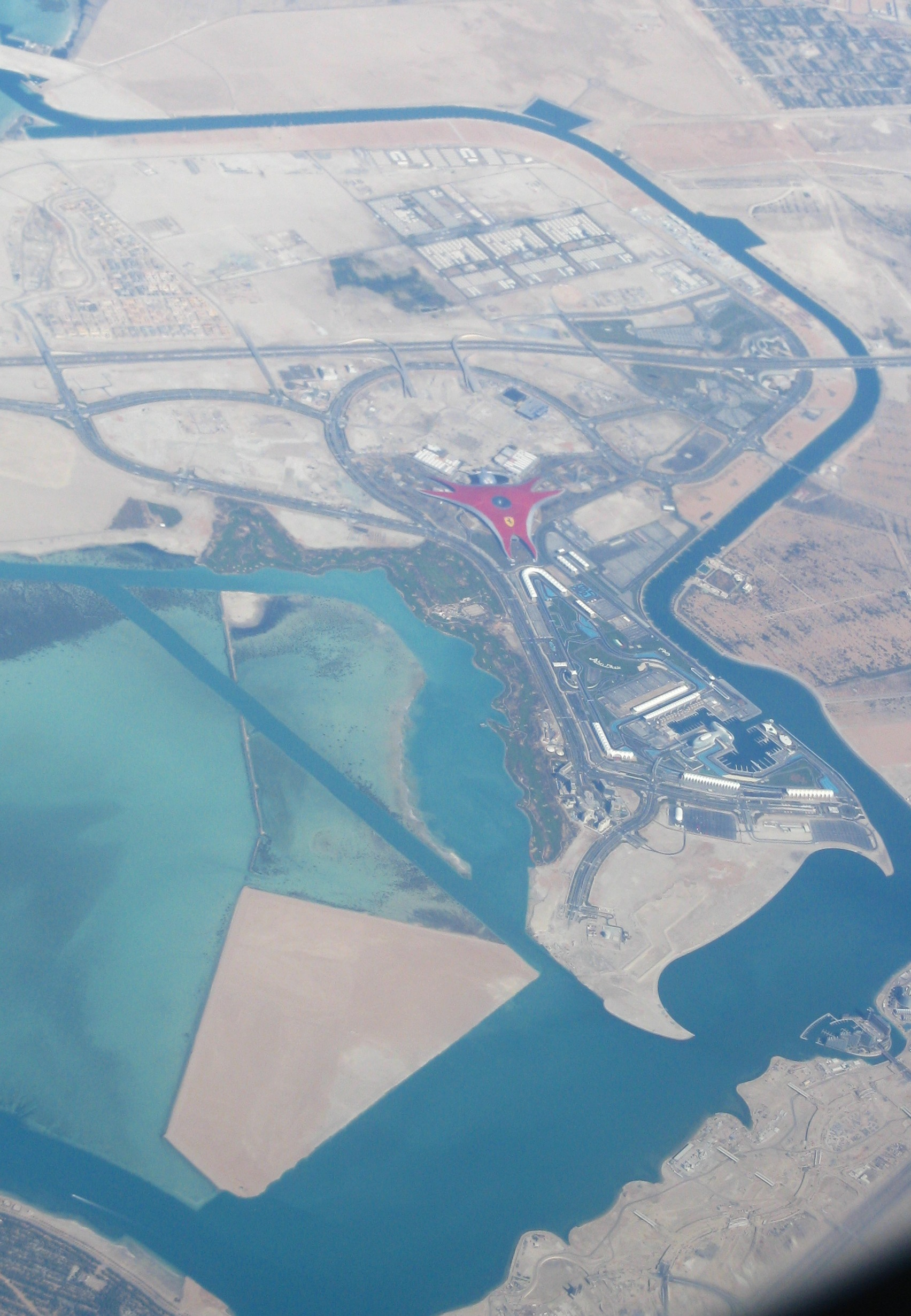
Ilha de Yas

A ilha de Yas é uma ilha artificial nos Emirados Árabes Unidos, com 2500 hectares em projecto. Teve a construção iniciada em 2007 e foi totalmente concluída. Foram criadas atrações como uma pista de corridas que recebe o Grande Prêmio de Abu Dabi de Fórmula 1, hotéis por assinatura, o parque temático da Ferrari, um parque aquático, e a área de desenvolvimento de retalho de Abu com 300 000 m² de área de retalho, ligações e parques de campos de golfe, hotéis de lagoa, marinas, clubes de polo, apartamentos, moradias e muitos estabelecimentos de comida e bebidas. A ilha de Yas criou um destino turístico internacional único.